# Mamadix
Mamadix - Мамадыш (rus) - és una ciutat de la República del Tatarstan, a Rússia.

## Història
Mamadix era al començament un poble tàtar, però al segle xvii s'hi instal·laren els russos. Aconseguí finalment l'estatus de ciutat el 1781.